# Мадар
Мадахар или „Марахар“ подручје који се углавном налази у држави Пенџаб у Индији, мада се неки делови налазе и у државама Раџастан и Харајана.

## Подела
Већина његових села смештена је у региону Малва у данашњем Индији у Пенџабу. Нека од њихових села су Гослан, Баламгар, Амаргар, Ганаур, Бамал, Џахангир, Џатимаџра, Бадрухан, Бхадалвад, Иси, Какарвал и Дури Товн у округу Сангрур, Гагарвал и Латоур у округу Фатехгар Сахиб. Мадахар се такође налазе у  округ Каитхал у Хариана. Постоје многа села Мадахара у Пенџабу, Хариани и Раџастану која тек треба да буду документована. Неки од њих су имигрирали у Пенџаба из Пакистана 1947.